# Teatrul din Epidaur
Teatrul din Epidaur (greacă Αρχαίο θέατρο Επιδαύρου) este un teatru antic din Grecia, renumit pentru acustica sa. Aici se desfășoară Festivalul de dramă antică Epidavria (Επιδαύρεια), parte a Festivalului din Atena.

## Istoric
A fost construit în anul 340 î.Hr. de arhitectul Polykleitos cel Tânăr⁠(en)[traduceți]. Inițial teatrul a avut capacitatea de 6000 locuri, dar în perioada elenistică a fost mărit la 14000 locuri. În prezent, teatrul reprezintă o atracție turistică importantă pentru orașul Epidaur și un monument aflat în patrimoniul mondial UNESCO. Din anul 1954, teatrul găzduiește Festivalul de dramă antică Epidavria care ține din luna iunie până în luna septembrie.

## Ansamblul turistic
În preajma teatrului se mai află un muzeu, un templu închinat zeului Asclepios și o clădire, Tholos, care se află în ansamblul turistic.
- Gradene: 55
- Înălțimea gradenelor: 22,5 metri
- Diametrul scenei (orchestra): 20,28 metri

## Vezi și
- Epidaur